# Musée de Mataró

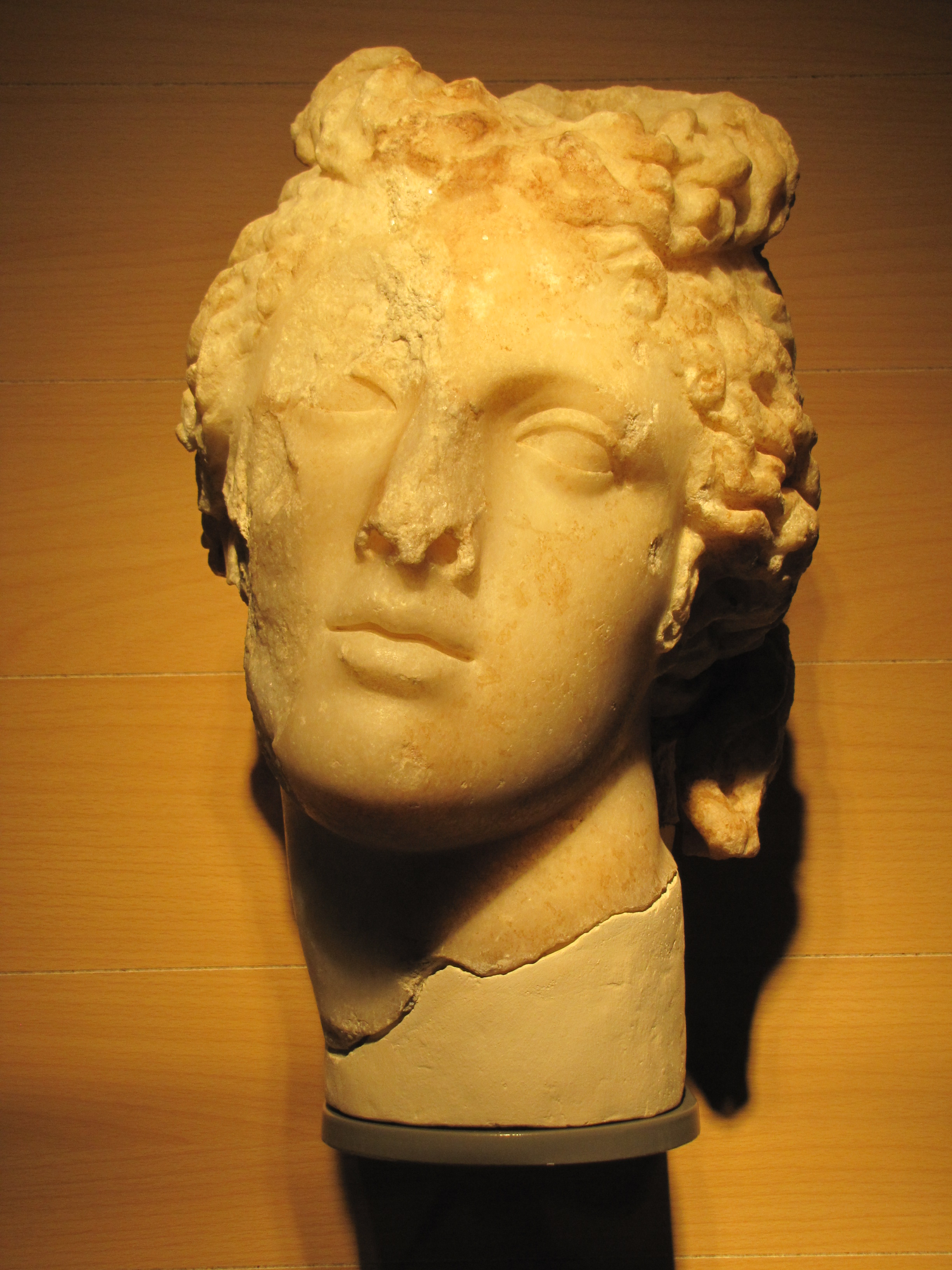
Vénus d'Iluro
(marbre blanc, IIe siècle de notre ère).

Le musée de Mataró est un musée situé à Mataró, chef-lieu de la comarque du Maresme, dans la province de Barcelone, en Espagne.

## Historique
Fondé en 1894, le musée est abrité dans un bâtiment de style Renaissance construit en 1565, Can Serra. Il gère également d'autres sites du patrimoine local, tels que le centre d’art Ca l'Arenas, la villa romaine Torre Llauder et le centre de documentation du parc du Montnegre et du Corredor.

## Collections
Les collections du musée sont très diverses, autant de par leur provenance que leur typologie. Elles rassemblent des matériaux archéologiques préhistoriques, ibères, romains, médiévaux et modernes, des spécimens naturels, des objets historiques et un fonds d'art composé de peintures et de sculptures religieuses, de peintures baroques, d’œuvres d’Art nouveau et noucentistes. On peut notamment y voir une série de gravures de Goya.